# Année politique suisse
Année politique suisse (APS) est une plateforme en ligne qui traite de la politique suisse au niveau cantonal et fédéral. Elle était à l'origine diffusé par écrit comme publication annuelle. Elle est publiée depuis 1966 par l'institut de science politique de l'Université de Berne, en partie en français et en partie en allemand.

## Historique
La première publication est imprimée en 1966, et traite donc de l'année 1965 écoulée.
En 2016, à l'occasion du 50e anniversaire, l'éditeur annonce qu'il n'y aura plus de publication papier, mais que le contenu continuerait à être accessible sur une plateforme gratuite en ligne.

## Contenu
La plateforme propose du contenu classé par acteurs, thèmes, instruments et mots-clefs. Elle rassemble en plus des affaires politiques des études et statistiques sur la question. Les archives des précédentes éditions sont également disponibles. Selon la presse, « Ainsi, l’Année Politique a le potentiel de se développer et de devenir, d’une publication scientifique, une sorte de Wikipédia de la politique suisse ».